# گویش کوهسرخی
گویش کوهسرخی از جمله گویش‌های زبان فارسی در استان خراسان رضوی است که به همراه گویش کاشمری در منطقهٔ ترشیز و در شهرستان کوهسرخ، بخش بایگ تربت حیدریه رایج است. همچنین این گویش با گویش‌های شهرستان تربت حیدریه و شهرستان کاشمر قرابت دارد.